# Hans Chlumberg
Hans Chlumberg (* 30. Juni 1897 in Wien, Österreich-Ungarn; † 25. Oktober 1930 in Leipzig; eigentlich Hans Bardach Edler von Chlumberg) war ein österreichischer Dramatiker.

## Leben
Chlumbergs Vater war der Offizier Wolf Bardach Edler von Chlumberg (1838–1911), der als erster Jude innerhalb der österreichischen Armee nach seinem tapferen Engagement in der Schlacht bei Königgrätz am strategisch bedeutenden Hügel Chlum mit dem Namenszusatz geadelt wurde. Zunächst besuchte dessen Sohn Hans, der von frühester Jugend für den militärischen Beruf bestimmt war, die Kaiserlich-königliche Staatsrealschule. Schon zu dieser Zeit entstanden erste schriftstellerische Arbeiten, was für Militärschüler verboten war und ihm eine Bezichtigung des Hochverrats eintrug.
Von 1910 bis 1913 besuchte Hans Chlumberg die Militär-Realschule in Fischau sowie die Militärische Oberrealschule in Mährisch Weißkirchen. Im Kriegsjahr 1916 bestand er die (Zivil-Real-)Matura. Von 1916 bis 1918 besuchte er die Artilleriekadettenschule in Traiskirchen mit dem Abschluss als Militärakademiker. Chlumberg schrieb in dieser Phase an seinem Drama Dichtung und Wahrheit, das der Verlag Karl Harbauer infolge der politischen Verhältnisse erst 1919 nach Kriegsende unter dem Titel Die Führer veröffentlichte. 1918 folgte sein vorzeitiger Eintritt in die österreichisch-ungarische Armee mit der gleichzeitigen Beförderung zum Leutnant im Artillerieregiment Nr. 1. Chlumberg war noch Teilnehmer an den letzten Weltkriegs-Schlachten am Isonzo. Er verließ nach der Ausmusterung als Artillerie-Leutnant 1918 die Armee nach dem Kriegsende und arbeitete zunächst als Bankbeamter, Kaufmann und Angestellter im Industriegewerbe. Unter Pseudonym publizierte Chlumberg, der sich inzwischen im zivilen Leben nur noch Bardach nannte, Novellen in Zeitungen und Zeitschriften. Bis 1926 entstanden fünfzehn nicht erhaltene dramatische Arbeiten.
Nach der 1921 erfolgten Heirat mit Sophie Spayer (1897–1944) trat er 1923 aus der jüdischen Glaubensgemeinde aus und lebte seitdem konfessionslos. 1922 wurde Chlumberg/Bardach vom berühmten Schauspieler Albert Bassermann entdeckt, der danach zu seinem Freundeskreis gehörte. 1926 erlebte er die Uraufführung seines Dramas Eines Tages im Wiener Volkstheater, das durch eine Gastspielreise des Ehepaars Bassermann Erfolge feierte. Für dieses Stück erhielt Chlumberg 1926 oder 1927 den Wiener Volkstheaterpreis, dem der Franz-Grillparzer-Preis folgte. Mitglied des österreichischen PEN-Clubs wurde er 1928. Größeren internationalen Erfolg feierte er mit seiner Komödie Das Blaue vom Himmel, deren Verbreitung vom österreichisch-ungarischen Zeitungsunternehmer Emmerich Bekessy (ungarisch: Imre Békessy) gefördert wurde. Ab 1928 studierte Chlumberg zunächst an der Philosophischen Fakultät und von 1929 bis 1930 an der Juristischen Fakultät der Universität Wien.
Der ehemalige Offizier veröffentlichte 1930 sein Anti-Kriegsdrama Wunder von Verdun. Dreizehn Bilder, in dem gefallene Soldaten in einer Kabinettsitzung erscheinen und von ihren bitteren Erfahrungen berichten. Es hatte am Wiener Burgtheater aufgeführt werden sollen, doch gab es Widerstand von maßgeblichen Stellen gegen die Tendenz des Werkes und aus politischen Gründen, die eine Aufführung in Österreich verhinderten. Die Uraufführung fand dann in Leipzig statt, der internationale Aufführungen in England, Frankreich, den USA, Schweden und Finnland folgten. Erst posthum, 1930, wurde zunächst das Bühnenmanuskript und 1932 die Buchfassung mit seinen ungewöhnlich umfangreichen Regieanweisungen im S. Fischer Verlag publiziert. Während der Proben zur Leipziger Uraufführung stürzte der Autor in den Orchestergraben und erlag zwei Tage später am 25. Oktober 1930 im Alter von 33 Jahren seinen Verletzungen. Beigesetzt wurde Hans Chlumberg auf dem Döblinger Friedhof in Wien und sein Nachlass wird in der Österreichischen Nationalbibliothek zu Wien aufbewahrt.

## Rezeption
Seine Dramen sind formal zwischen Naturalismus und bürgerlichem Theater angesiedelt. Für das pazifistisch ausgerichtete Stück Wunder um Verdun, das heute als „expressionistisch“ oder als „schmerzhaft-satirisch“ angesehen wird, diente der Erste Weltkrieg als Stoffvorlage, doch die Zeit der Handlung spielt im August 1934, zwanzig Jahre nach Ausbruch des Ersten Weltkriegs. Dem Stück ist folgende Widmung vorangestellt: „Den Gefallenen des Weltkriegs“. Chlumberg war von seinem „Totengedicht“ wie besessen: „Ich habe diese Toten von Verdun nicht beschrieben, sie sind auferstanden und in mein Wesen eingedrungen. Sie haben Besitz von mir ergriffen… Nacht für Nacht erscheinen sie mir, die toten Soldaten des Weltkriegs, alle Gefallenen treten in endloser Reihe vor mich hin und sprechen mit mir“, gestand er dem Leipziger Dramaturgen der Uraufführung. „Sie erheben sich gegen mich, weil ich sie der Vergangenheit und dem Dunkel der Erde entrissen habe. – Ich weiß nicht, aber ich glaube, sie wollen sich rächen, daß ich sie erweckte.“
Die zahlreichen Kritiken waren teils positiv gestimmt, teils fielen sie ablehnend aus, so etwa sah Waldemar Ballerstedt 1931 im Chemnitzer Tageblatt darin ein „bolschewistisches Tendenzstück“, das Deutschland als revanchistisch und den christlichen Glauben als heuchlerisch diffamiere. (Nur der Oberrabbiner als Vertreter der mosaischen Religion erscheine als Idealfigur.) Es läge hier, warnte Ballerstedt, ein „offenkundiger Rassen- und Religionshass“ vor.
Arthur Eloesser betrachtete das Werk aus einer anderen Perspektive. Er schrieb 1932 in der Vossischen Zeitung: „[…] mit einem Wunder kann man nicht lange umgehen, und mir scheint auch, daß der mitfühlende Dichter nicht den richtigen Weg gegangen ist. Seine Auferstandenen werden zu sehr der Realität ausgesetzt.“
In der österreichischen Neuen Freie Presse lobte Robert Breuer dagegen das Stück: „[…] noch niemals hat man versucht, auf der Bühne in solchem Realismus nackte, einprägsame, überzeugende Wahrheit zu dokumentieren. Hier aber gelang der Versuch.“
Herbert Iherings Kritik von 1932 begann ambivalent: „Stücke, in denen Tote lebendig werden, sind leicht verdächtig. Trotzdem kommt es zu großen Szenen.“ Weiter hieß es im Sinne der Ausdeutungsvielfalt: „Was früher als eine große Anklage gegen den Krieg gedacht war, lagert sich heute fast zu einer Anklage gegen den Parlamentarismus um. So steht das Werk Hans Chlumbergs noch mitten in den Umschichtungen und Wandlungen der politischen Ideologien. Jeder trägt etwas anderes hinein. Es verschwimmt und verfließt. Was bleibt ist ein Ton, ein dumpfer Marschklang, eine dunkle und melancholische Melodie. Was bleibt ist ein Gefühl und eine tiefe Anständigkeit.“
1938 wurde das Buch Wunder um Verdun im nationalsozialistischen Deutschland auf die Verbotsliste gesetzt.
Aus heutiger (national-)literaturwissenschaftlicher Sicht stellt Wunder um Verdun eine der seltenen dramatischen Gestaltungen des Weltkriegsstoffes in der österreichischen Literatur dar; insofern nimmt Chlumberg mit seinem visionären Drama von den in die Nachkriegswelt einmarschierenden Kriegsopfern eine Sonderstellung unter den österreichischen Autoren der Zwischenkriegszeit ein.

## Ehrungen
Hans Chlumberg erhielt zu Lebzeiten den Wiener Volkstheaterpreis und den Franz-Grillparzer-Preis. 1959 benannte der Gemeinderat seiner Geburtsstadt Wien in dessen 16. Bezirk Ottakring die Chlumberggasse nach ihm.

## Werke
- Die Führer. Ein Schauspiel in vier Akten und ein Vorspiel. Harbauer, Wien/Leipzig 1919.
- Eine Tages. Komödie in 5 Akten. S. Fischer Verlag, Berlin 1926.
- Das Blaue vom Himmel. Eine Improvisation in etlichen Bildern. S. Fischer Verlag, Berlin 1928.
- Wunder um Verdun. Dreizehn Bilder. S. Fischer Verlag, Berlin 1932.
- Meine Dramen. Jazzybee Verlag, Altenmünster 2012, ISBN 978-3-8496-3817-7.

## Hörspielbearbeitungen
- Wunder um Verdun, Regie: Herbert Fuchs, ORF-W, Erstsendung: 5. Dezember 1955.